# Artariain
Artariain (igual en euskera) es un localidad española de la Comunidad Foral de Navarra perteneciente al municipio de Leoz. Está situada en la Merindad de Olite. Su población en 2014 fue de 36 habitantes (INE).

## Topónimo
El nombre probablemente significa ‘lugar propiedad de un hombre llamado Artari-’, con el sufijo que indica propiedad -ain. En documentación antigua aparece como Artanin (1366, NEN), Artariayn (1591, NEN) y Artariein (1264, NEN).

## Arte
Iglesia de San Juan Bautista, de en torno a 1200 con reformas del siglo XVII.